# Bös Fulen
Bös Fulen är ett berg på gränsen mellan de schweiziska kantonerna Schwyz och Glarus. Bös Fulen är 2 801 meter över havet och dess topp utgör därmed Schwyz högsta punkt över havet.